# Friedrich Opitz (SS-Mitglied)
Friedrich Opitz (* 7. August 1898 in Bergen; † 26. Februar 1948 in Hameln) war deutscher SS-Hauptsturmführer und Werksleiter der Texled GmbH im KZ Ravensbrück.

## Leben
Friedrich Opitz, von Beruf Schneidermeister, war verheiratet und hatte drei Kinder. Zum 1. Dezember 1929 trat er der NSDAP bei (Mitgliedsnummer 170.897) und im folgenden Jahr der SS (SS-Nummer 3.533). Ab 1936 wurde Opitz in der Schneiderei (Bekleidungslager) im KZ Dachau eingesetzt und wurde von dort im Juni 1940 in das KZ Ravensbrück versetzt zwecks Aufbaus einer Außenstelle des Bekleidungswerkes Dachau. In der Folge wurde Opitz Werksleiter des SS-Unternehmens „Gesellschaft für Textil- und Lederverwertung (Texled)“ (ab 1944 „Deutsche Textil- und Bekleidungswerke GmbH“), welches 1940 offiziell die Häftlingsschneiderei des KZ Ravensbrück übernahm. Dort mussten weibliche Häftlinge KZ-Häftlingskleidung und später Uniformen für die Waffen-SS im Schichtbetrieb produzieren. Betriebsleiter war der SS-Oberscharführer Joseph Graf und dessen Stellvertreter Gustav Binder.
Opitz kam vermutlich Ende Oktober/November 1941 nach Lublin, um Bekleidungsbetriebe auf dem Gelände des „Alten Flughafens“ einzurichten. Dort gründete er eine Tochtergesellschaft des Mutterunternehmens, wobei nicht ganz klar ist, ob er sie von Grund auf oder auf der Grundlage der bereits in Lublin bestehenden Bekleidungsbetriebe gründete. Zunächst begannen Opitz und seine Kollegen am „Alten Flughafen“ mit der Produktion von Strohschuhen und setzten dabei polnische politische Häftlinge aus dem Gestapo-Gefängnis im Schloss in Lublin als Zwangsarbeiter ein. Aufgrund des Beginns der Aktion Reinhardt und der Änderung des Lagerprofils wurde er im April 1942 in das FKL Ravensbrück versetzt. Opitz verblieb dort in der Funktion als Werksleiter von „Texled“ bis zum April 1945.
Er sollte bereits im ersten Ravensbrück-Prozess angeklagt werden, ihm gelang jedoch die Flucht. Nachdem er kurz darauf erneut verhaftet worden war, musste er sich im zweiten Ravensbrück-Prozess (5. bis 27. November 1947) als einziger Angeklagter für seine im KZ Ravensbrück begangenen Taten verantworten. Vor Gericht führte Opitz über seine Tätigkeiten folgendes aus: „Am Anfang war es meine Aufgabe in Ravensbrück die Häftlingskleidung für alle Konzentrationslager herzustellen. Zu dieser Aufgabe wurden mir 150–200 Häftlinge des Frauenkonzentrationslager Ravensbrück zur Verfügung gestellt. Zu dieser Zeit war noch kein Pensum festgesetzt. Bei Anfertigung von Hosen und Jacken wurden pro Tag von 150 Häftlingen ca. 200 Kleidungsstücke angefertigt. Der Betrieb wurde dann später ausgebaut und ich beschäftigte in der Schneiderei, Kürschnerei und Weberei bis zu 4.500 Frauen in zwei Schichten.“
Opitz soll, nach Aussagen ehemaliger weiblicher Häftlinge der Schneiderei, regelmäßig schwere Misshandlungen an den Häftlingen vorgenommen beziehungsweise angeordnet haben. Friedrich Opitz wurde am 24. November 1947 zum Tode verurteilt und durch Hängen am 26. Februar 1948 im Zuchthaus Hameln hingerichtet.